# 마비정
마비정(真備町)은 일본 오카야마현 기비군에 설치되었던 정이다. 현재의 구라시키시의 일부에 해당한다.